# Armeegruppe Blumentritt
Kommandeure
| Zeitraum                    | Dienstgrad             | Name                |
| --------------------------- | ---------------------- | ------------------- |
| 9. April 1945 – 5. Mai 1945 | General der Infanterie | Günther Blumentritt |

Die Armeegruppe Student, ab 10. April 1945 Armeegruppe Blumentritt, war ein Heeres-Großverband der deutschen Wehrmacht an der Westfront. Es handelte sich dabei um eine Zusammenfassung aller zwischen der Weser bei Hameln und der Nord- und Ostseeküste noch zur Verfügung stehenden Truppen. Die Armeegruppe wurde am 28. März 1945 aufgestellt und bestand bis zur Kapitulation am 8. Mai 1945. Der Name leitete sich von den beiden Oberbefehlshabern Generaloberst Kurt Student und General der Infanterie Günther Blumentritt her.

## Kommandostruktur (bis einschl. Divisionsebene)
12. April 1945
- Generalkommando Ems (später umbenannt in stellvertretendes Generalkommando XI. Armeekorps) 
  - Division Nr. 480
  - Divisions-Stab z. b. V. (172. Reserve-Division)
  - 2. Marine-Infanterie-Division
  - 3. Panzer-Grenadier-Division

25. April 1945
- Kampfkommandant Hamburg
  - Division Hamburg Nord
  - Division Hamburg Süd
- Generalkommando Ems
  - 15. Panzer-Grenadier-Division
  - Divisions-Stab z. b. V. (172. Reserve-Division)
  - Division Nr. 480
  - 2. Marine-Infanterie-Division
  - Kampfkommandant Bremen
- Generalkommando Witthöft
- Armeekorps z. b. V.
  - Divisionsstab Oetken